# 군산 동국사 대웅전
군산 동국사 대웅전(群山 東國寺 大雄殿)는 대한민국 전북특별자치도 군산시에 있는 동국사의 대웅전이다. 2003년 7월 15일 대한민국의 국가등록문화재 제64호로 지정되었다.

## 개요
동국사는 한일병합 1년 전, 1909년 6월 일본 조동종 승려 우찌다 스님이 일조통에서 금강선사란 이름으로 포교소를 개창하고, 1913년 현 위치로 옮겨와 대웅전과 요사를 신축하였다.
1945년 해방을 맞아 정부로 이관되었다가, 1955년 (재)불교전북교당에서 인수하고 당시 전북종무원장 김남곡 스님(1913~1983)이 동국사로 개명하고, 1970년 대한불교조계종 24교구 선운사에 증여하여 현재에 이르고 있다.
대웅전은 정면 5칸, 측면 5칸 정방형 단층팔자지붕 홑처마 양식의 에도 시대 건축양식으로 외관이 화려하지 않으며 소박한 느낌을 준다. 지붕물매는 75도의 급경사를 이루고, 건물외벽에는 미서기문이 많으며, 용마루는 일직선으로 전통한옥과는 대조를 이룬다.
요사는 몸채를 퇴간으로 둘러싸는 일본 전통양식이고, 복도를 통해 법당과 요사가 연결되어 있다. 사용된 목재는 모두 일본산 쓰기목이다. 범종은 일본 교토에서 주조하였고 창건주 및 개산, 시주자, 축원문은 음각되어 있다.
동국사는 한국 개화기와 근대사의 역사를 증명하는 건축물로써 식민지배의 아픔을 확인할 수 있는 교육 자료로서 활용가치가 높다.

## 사진

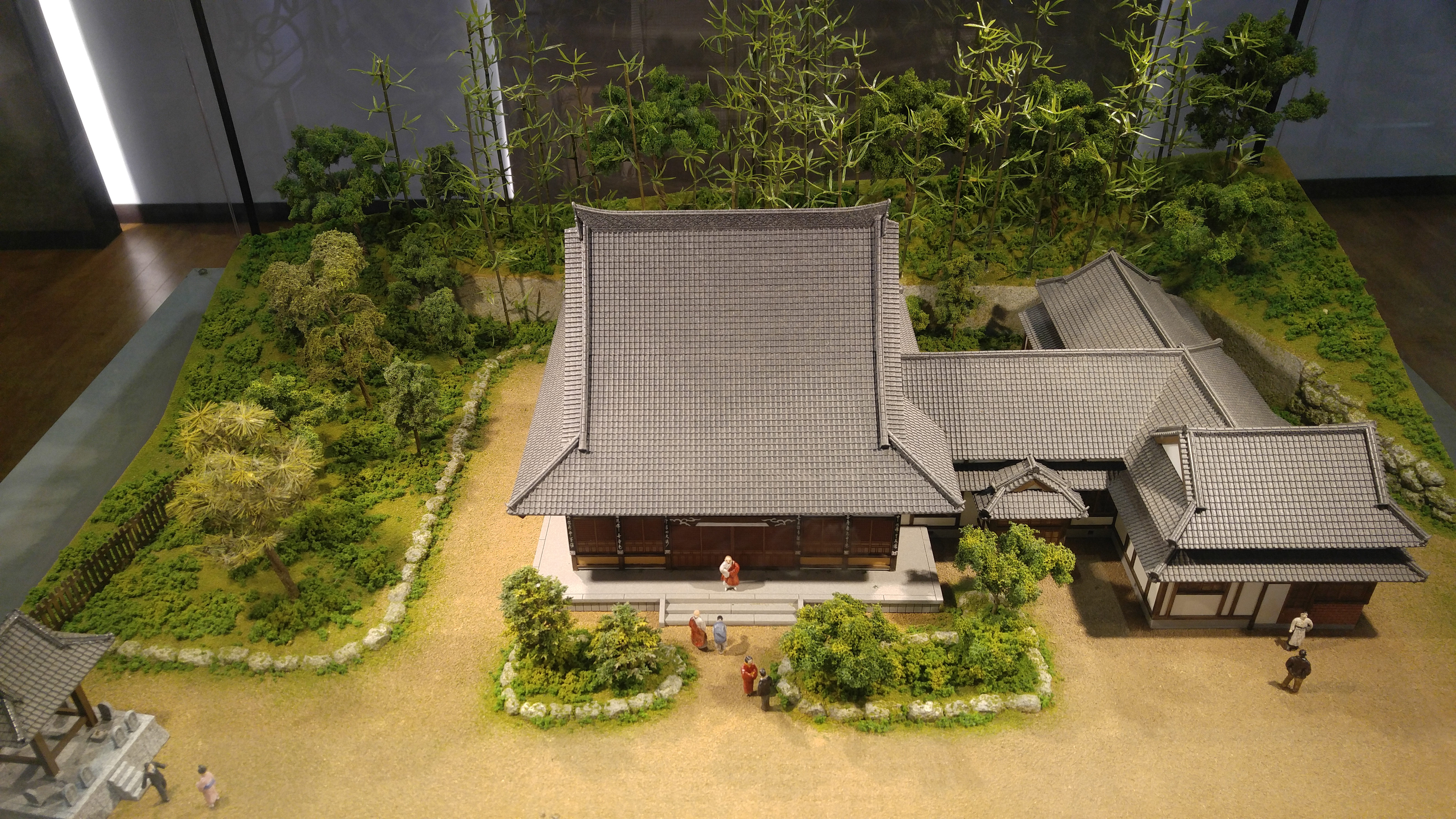
동국사 모형

## 같이 보기
- 동국사

## 참고 자료
- 위키미디어 공용에 군산 동국사 대웅전 관련 미디어 분류가 있습니다.
- 군산 동국사 대웅전 - 국가유산청 국가유산포털